# Zlatan
Zlatan (kyrillisk: Златан) er et slavisk drengenavn. Det er mest populært i de sydslaviske lande, Bosnien-Hercegovina, Bulgarien, Kroatien, Makedonien og Serbien. Navnet betyder "gylden" og kommer fra det slaviske ord zlato (guld), der kommer fra det oldkirkeslaviske ord zolto (guld). Det gamle navn for Zlatan er Zoltan, hvilket findes i Ungarn under formen Zoltán.
Som pigenavn er navnet under formen Zlata (kyrillisk: Злата).

## Kendte personer med navnet
- Zlatan Bejdic, dansk fodboldspiller
- Zlatan Ibrahimović, svensk fodboldspiller af bosnisk/kroatisk oprindelse.
  - Zlatan Court, fodboldbane i Malmø opkaldt er Zlatan Ibrahimović
- Zlatan Muslimović, bosnisk fodboldspiller
- Zlatan Ljubijankič, slovensk fodboldspiller